# 2010-es Formula–1 európai nagydíj
Az európai nagydíj volt a 2010-es Formula–1 világbajnokság kilencedik futama, amelyet 2010. június 25. és június 27. között rendeztek meg a spanyolországi Valencia Street Circuit-ön, Valenciában.

## Szabadedzések

### Első szabadedzés
Az európai nagydíj első szabadedzését június 25-én, pénteken délelőtt tartották.
| Helyezés | Versenyző          | Csapat/Motor         | Elért idő | Különbség | Futott kör |
| -------- | ------------------ | -------------------- | --------- | --------- | ---------- |
| 1        | Nico Rosberg       | Mercedes             | 1:41,175  | −         | 16         |
| 2        | Lewis Hamilton     | McLaren-Mercedes     | 1:41,339  | + 0,164   | 19         |
| 3        | Jenson Button      | McLaren-Mercedes     | 1:41,383  | + 0,208   | 21         |
| 4        | Robert Kubica      | Renault              | 1:41,715  | + 0,540   | 20         |
| 5        | Felipe Massa       | Ferrari              | 1:42,182  | + 1,007   | 21         |
| 6        | Sebastian Vettel   | Red Bull-Renault     | 1:42,216  | + 1,041   | 24         |
| 7        | Mark Webber        | Red Bull-Renault     | 1:42,275  | + 1,100   | 17         |
| 8        | Michael Schumacher | Mercedes             | 1:42,312  | + 1,137   | 18         |
| 9        | Fernando Alonso    | Ferrari              | 1:42,421  | + 1,246   | 22         |
| 10       | Rubens Barrichello | Williams-Cosworth    | 1:42,463  | + 1,288   | 21         |
| 11       | Nico Hülkenberg    | Williams-Cosworth    | 1:42,707  | + 1,532   | 23         |
| 12       | Vitalij Petrov     | Renault              | 1:42,962  | + 1,787   | 17         |
| 13       | Sébastien Buemi    | Toro Rosso-Ferrari   | 1:43,310  | + 2,135   | 23         |
| 14       | Vitantonio Liuzzi  | Force India-Mercedes | 1:43,380  | + 2,205   | 19         |
| 15       | Pedro de la Rosa   | Sauber-Ferrari       | 1:43,397  | + 2,222   | 21         |
| 16       | Paul di Resta      | Force India-Mercedes | 1:43,437  | + 2,262   | 18         |
| 17       | Kobajasi Kamui     | Sauber-Ferrari       | 1:43,729  | + 2,554   | 21         |
| 18       | Jaime Alguersuari  | Toro Rosso-Ferrari   | 1:44,183  | + 3,008   | 21         |
| 19       | Heikki Kovalainen  | Lotus-Cosworth       | 1:44,491  | + 3,316   | 21         |
| 20       | Timo Glock         | Virgin-Cosworth      | 1:45,653  | + 4,478   | 23         |
| 21       | Bruno Senna        | HRT-Cosworth         | 1:47,123  | + 5,948   | 17         |
| 22       | Jarno Trulli       | Lotus-Cosworth       | 1:47,285  | + 6,110   | 18         |
| 23       | Christian Klien    | HRT-Cosworth         | 1:47,343  | + 6,168   | 14         |
| 24       | Lucas di Grassi    | Virgin-Cosworth      | 1:47,356  | + 6,181   | 24         |

### Második szabadedzés
Az európai nagydíj második szabadedzését június 25-én, pénteken délután tartották.
| Helyezés | Versenyző          | Csapat/Motor         | Elért idő | Különbség | Futott kör |
| -------- | ------------------ | -------------------- | --------- | --------- | ---------- |
| 1        | Fernando Alonso    | Ferrari              | 1:39,283  | −         | 33         |
| 2        | Sebastian Vettel   | Red Bull-Renault     | 1:39,339  | + 0,056   | 27         |
| 3        | Mark Webber        | Red Bull-Renault     | 1:39,427  | + 0,144   | 29         |
| 4        | Nico Rosberg       | Mercedes             | 1:39,650  | + 0,367   | 22         |
| 5        | Lewis Hamilton     | McLaren-Mercedes     | 1:39,749  | + 0,466   | 24         |
| 6        | Robert Kubica      | Renault              | 1:39,880  | + 0,597   | 28         |
| 7        | Felipe Massa       | Ferrari              | 1:39,947  | + 0,664   | 22         |
| 8        | Adrian Sutil       | Force India-Mercedes | 1:40,020  | + 0,737   | 30         |
| 9        | Jenson Button      | McLaren-Mercedes     | 1:40,029  | + 0,746   | 27         |
| 10       | Rubens Barrichello | Williams-Cosworth    | 1:40,174  | + 0,891   | 33         |
| 11       | Michael Schumacher | Mercedes             | 1:40,287  | + 1,004   | 24         |
| 12       | Vitantonio Liuzzi  | Force India-Mercedes | 1:40,387  | + 1,104   | 33         |
| 13       | Vitalij Petrov     | Renault              | 1:40,618  | + 1,335   | 29         |
| 14       | Kobajasi Kamui     | Sauber-Ferrari       | 1:40,906  | + 1,623   | 34         |
| 15       | Pedro de la Rosa   | Sauber-Ferrari       | 1:40,945  | + 1,662   | 30         |
| 16       | Sébastien Buemi    | Toro Rosso-Ferrari   | 1:41,115  | + 1,832   | 35         |
| 17       | Nico Hülkenberg    | Williams-Cosworth    | 1:41,371  | + 2,088   | 30         |
| 18       | Jaime Alguersuari  | Toro Rosso-Ferrari   | 1:41,457  | + 2,174   | 36         |
| 19       | Heikki Kovalainen  | Lotus-Cosworth       | 1:42,467  | + 3,184   | 31         |
| 20       | Jarno Trulli       | Lotus-Cosworth       | 1:42,993  | + 3,710   | 30         |
| 21       | Timo Glock         | Virgin-Cosworth      | 1:43,811  | + 4,528   | 14         |
| 22       | Lucas di Grassi    | Virgin-Cosworth      | 1:43,854  | + 4,571   | 27         |
| 23       | Bruno Senna        | HRT-Cosworth         | 1:44,095  | + 4,812   | 24         |
| 24       | Karun Chandhok     | HRT-Cosworth         | 1:44,566  | + 5,283   | 21         |

### Harmadik szabadedzés
Az európai nagydíj harmadik szabadedzését június 26-án, szombaton délelőtt tartották.
| Helyezés | Versenyző          | Csapat/Motor         | Elért idő | Különbség | Futott kör |
| -------- | ------------------ | -------------------- | --------- | --------- | ---------- |
| 1        | Sebastian Vettel   | Red Bull-Renault     | 1:38,052  | −         | 14         |
| 2        | Robert Kubica      | Renault              | 1:38,154  | + 0,102   | 17         |
| 3        | Mark Webber        | Red Bull-Renault     | 1:38,313  | + 0,261   | 13         |
| 4        | Adrian Sutil       | Force India-Mercedes | 1:38,500  | + 0,448   | 17         |
| 5        | Fernando Alonso    | Ferrari              | 1:38,513  | + 0,461   | 18         |
| 6        | Rubens Barrichello | Williams-Cosworth    | 1:38,623  | + 0,571   | 15         |
| 7        | Vitantonio Liuzzi  | Force India-Mercedes | 1:38,676  | + 0,624   | 17         |
| 8        | Felipe Massa       | Ferrari              | 1:38,686  | + 0,634   | 16         |
| 9        | Jenson Button      | McLaren-Mercedes     | 1:38,769  | + 0,717   | 16         |
| 10       | Lewis Hamilton     | McLaren-Mercedes     | 1:38,816  | + 0,764   | 15         |
| 11       | Nico Rosberg       | Mercedes             | 1:38,822  | + 0,770   | 15         |
| 12       | Sébastien Buemi    | Toro Rosso-Ferrari   | 1:39,050  | + 0,998   | 16         |
| 13       | Nico Hülkenberg    | Williams-Cosworth    | 1:39,105  | + 1,053   | 15         |
| 14       | Vitalij Petrov     | Renault              | 1:39,113  | + 1,061   | 16         |
| 15       | Michael Schumacher | Mercedes             | 1:39,222  | + 1,170   | 14         |
| 16       | Jaime Alguersuari  | Toro Rosso-Ferrari   | 1:39,392  | + 1,340   | 18         |
| 17       | Kobajasi Kamui     | Sauber-Ferrari       | 1:39,527  | + 1,475   | 16         |
| 18       | Pedro de la Rosa   | Sauber-Ferrari       | 1:39,699  | + 1,647   | 16         |
| 19       | Heikki Kovalainen  | Lotus-Cosworth       | 1:41,303  | + 3,251   | 19         |
| 20       | Jarno Trulli       | Lotus-Cosworth       | 1:41,428  | + 3,376   | 20         |
| 21       | Timo Glock         | Virgin-Cosworth      | 1:41,955  | + 3,903   | 17         |
| 22       | Lucas di Grassi    | Virgin-Cosworth      | 1:42,354  | + 4,302   | 18         |
| 23       | Bruno Senna        | HRT-Cosworth         | 1:42,611  | + 4,559   | 18         |
| 24       | Karun Chandhok     | HRT-Cosworth         | 1:42,622  | + 4,570   | 19         |

## Időmérő edzés
Az európai nagydíj időmérő edzése június 26-án, szombaton, közép-európai idő szerint 14:00-kor kezdődött.
| Helyezés | Versenyző          | Csapat/Motor         | 1. rész  | 2. rész  | 3. rész  |
| -------- | ------------------ | -------------------- | -------- | -------- | -------- |
| 1        | Sebastian Vettel   | Red Bull-Renault     | 1:38.324 | 1:38.015 | 1:37.587 |
| 2        | Mark Webber        | Red Bull-Renault     | 1:38.549 | 1:38.041 | 1:37.662 |
| 3        | Lewis Hamilton     | McLaren-Mercedes     | 1:38.697 | 1:38.158 | 1:37.969 |
| 4        | Fernando Alonso    | Ferrari              | 1:38.472 | 1:38.179 | 1:38.075 |
| 5        | Felipe Massa       | Ferrari              | 1:38.657 | 1:38.046 | 1:38.127 |
| 6        | Robert Kubica      | Renault              | 1:38.132 | 1:38.062 | 1:38.137 |
| 7        | Jenson Button      | McLaren-Mercedes     | 1:38.360 | 1:38.399 | 1:38.210 |
| 8        | Nico Hülkenberg    | Williams-Cosworth    | 1:38.843 | 1:38.523 | 1:38.428 |
| 9        | Rubens Barrichello | Williams-Cosworth    | 1:38.449 | 1:38.326 | 1:38.428 |
| 10       | Vitalij Petrov     | Renault              | 1:39.004 | 1:38.552 | 1:38.523 |
| 11       | Sébastien Buemi    | Toro Rosso-Ferrari   | 1:39.096 | 1:38.586 |          |
| 12       | Nico Rosberg       | Mercedes             | 1:38.752 | 1:38.627 |          |
| 13       | Adrian Sutil       | Force India-Mercedes | 1:39.021 | 1:38.851 |          |
| 14       | Vitantonio Liuzzi  | Force India-Mercedes | 1:38.969 | 1:38.884 |          |
| 15       | Michael Schumacher | Mercedes             | 1:38.994 | 1:39.234 |          |
| 16       | Pedro de la Rosa   | Sauber-Ferrari       | 1:39.003 | 1:39.264 |          |
| 17       | Jaime Alguersuari  | Toro Rosso-Ferrari   | 1:39.128 | 1:39.548 |          |
| 18       | Kobajasi Kamui     | Sauber-Ferrari       | 1:39.343 |          |          |
| 19       | Jarno Trulli       | Lotus-Cosworth       | 1:40.658 |          |          |
| 20       | Heikki Kovalainen  | Lotus-Cosworth       | 1:40.882 |          |          |
| 21       | Lucas di Grassi    | Virgin-Cosworth      | 1:42.086 |          |          |
| 22       | Timo Glock         | Virgin-Cosworth      | 1:42.140 |          |          |
| 23       | Karun Chandhok     | HRT-Cosworth         | 1:42.600 |          |          |
| 24       | Bruno Senna        | HRT-Cosworth         | 1:42.851 |          |          |

## Futam
Az európai nagydíj futama június 27-én, vasárnap, közép-európai idő szerint 14:00 órakor rajtolt.
| Helyezés | Rajtszám | Versenyző          | Csapat/Motor         | Futott kör | Idő/Kiesés oka | Rajthely | Pont |
| -------- | -------- | ------------------ | -------------------- | ---------- | -------------- | -------- | ---- |
| 1        | 5        | Sebastian Vettel   | Red Bull-Renault     | 57         | 1h40:29,571    | 1        | 25   |
| 2        | 2        | Lewis Hamilton     | McLaren-Mercedes     | 57         | + 5,042        | 3        | 18   |
| 3        | 1        | Jenson Button      | McLaren-Mercedes     | 57         | + 12,658[1]    | 7        | 15   |
| 4        | 9        | Rubens Barrichello | Williams-Cosworth    | 57         | + 25,627[1]    | 9        | 12   |
| 5        | 11       | Robert Kubica      | Renault              | 57         | + 27,112[1]    | 6        | 10   |
| 6        | 14       | Adrian Sutil       | Force India-Mercedes | 57         | + 30,168[1]    | 13       | 8    |
| 7        | 23       | Kobajasi Kamui     | Sauber-Ferrari       | 57         | + 30,965       | 18       | 6    |
| 8        | 8        | Fernando Alonso    | Ferrari              | 57         | + 32,809       | 4        | 4    |
| 9        | 16       | Sébastien Buemi    | Toro Rosso-Ferrari   | 57         | + 36,299[1]    | 11       | 2    |
| 10       | 4        | Nico Rosberg       | Mercedes             | 57         | + 44,382       | 12       | 1    |
| 11       | 7        | Felipe Massa       | Ferrari              | 57         | + 46,621       | 5        |      |
| 12       | 22       | Pedro de la Rosa   | Sauber-Ferrari       | 57         | + 47,414[1]    | 16       |      |
| 13       | 17       | Jaime Alguersuari  | Toro Rosso-Ferrari   | 57         | + 48,239       | 17       |      |
| 14       | 12       | Vitalij Petrov     | Renault              | 57         | + 48,287[1]    | 10       |      |
| 15       | 3        | Michael Schumacher | Mercedes             | 57         | + 48,826       | 15       |      |
| 16       | 15       | Vitantonio Liuzzi  | Force India-Mercedes | 57         | + 50,890[1]    | 14       |      |
| 17       | 25       | Lucas di Grassi    | Virgin-Cosworth      | 56         | + 1 kör        | 21       |      |
| 18       | 20       | Karun Chandhok     | HRT-Cosworth         | 55         | + 2 kör        | 23       |      |
| 19       | 25       | Timo Glock         | Virgin-Cosworth      | 55         | + 2 kör[2]     | 22       |      |
| 20       | 21       | Bruno Senna        | HRT-Cosworth         | 55         | + 2 kör        | 24       |      |
| 21       | 18       | Jarno Trulli       | Lotus-Cosworth       | 53         | + 4 kör        | 19       |      |
| ki       | 10       | Nico Hülkenberg    | Williams-Cosworth    | 49         | kipufogó[1]    | 8        |      |
| ki       | 19       | Heikki Kovalainen  | Lotus-Cosworth       | 8          | baleset        | 20       |      |
| ki       | 6        | Mark Webber        | Red Bull-Renault     | 8          | baleset        | 2        |      |

Megjegyzés:
- ↑ 1:  — Jenson Button, Rubens Barrichello, Robert Kubica, Adrian Sutil, Sébastien Buemi, Pedro de la Rosa, Vitalij Petrov és Vitantonio Liuzzi 5 másodperces büntetést kaptak, mert átlépték a megengedett maximális sebességet a biztonsági autós periódus alatt. Nico Hülkenberg is kapott egy 5 másodperces büntetést, de ő kiesett a versenyből.
- ↑ 2:  — Timo Glock eredetileg a 18. helyen ért célba, de utólag 20 másodperces büntetést kapott, mert figyelmen kívül hagyta a kék zászlót.

## A világbajnokság állása a verseny után
| H   | Versenyzők         | Pont | H   | Konstruktőrök        | Pont |
| --- | ------------------ | ---- | --- | -------------------- | ---- |
| 1.  | Lewis Hamilton     | 127  | 1.  | McLaren-Mercedes     | 248  |
| 2.  | Jenson Button      | 121  | 2.  | Red Bull-Renault     | 218  |
| 3.  | Sebastian Vettel   | 115  | 3.  | Ferrari              | 165  |
| 4.  | Mark Webber        | 103  | 4.  | Mercedes             | 109  |
| 5.  | Fernando Alonso    | 98   | 5.  | Renault              | 89   |
| 6.  | Robert Kubica      | 83   | 6.  | Force India-Mercedes | 43   |
| 7.  | Nico Rosberg       | 75   | 7.  | Williams-Cosworth    | 20   |
| 8.  | Felipe Massa       | 67   | 8.  | Toro Rosso-Ferrari   | 10   |
| 9.  | Michael Schumacher | 34   | 9.  | Sauber-Ferrari       | 7    |
| 10. | Adrian Sutil       | 31   | 10. | Lotus-Cosworth       | 0    |

(A teljes táblázat)

## Statisztikák
Vezető helyen:
- Sebastian Vettel: 57 (1-57)

Sebastian Vettel 7. győzelme, 9. pole-pozíciója, Jenson Button 3. leggyorsabb köre.
- Red Bull 10. győzelme.